# Антоніос Фокаїдіс
Антоніос Фокаїдіс (29 серпня 1989) — грецький плавець. Срібний медаліст Чемпіонату світу 2013 року в складі команди. Срібний медаліст Чемпіонату Європи 2014 року в складі команди.